# Шёнглайна
Шёнглайна (нем. Schöngleina) — община в Германии, в земле Тюрингия. 
Входит в состав района Заале-Хольцланд. Подчиняется управлению Бад Клостерлаусниц.  Население составляет 501 человек (на 31 декабря 2010 года). Занимает площадь 6,77 км².